# Convención Democrática (Chile)
La Convención Democrática fue un conglomerado político que se formó para las elecciones parlamentarias de Chile de 1891, con el fin de agrupar a aquellas fuerzas que se encontraban ajenas a los dos grandes bloques que dominaban el sistema parlamentarista de la época.
La Convención fue en sí un Congreso Ampliado a dos partidos en un comienzo, el Partido Democrático y el Partido Proteccionista, ambos de extracción obrera y tendencia al marxismo, que se reunió en Copiapó el 10 de febrero de 1891 con el fin de unir fuerzas para lograr escaños legislativos.
El resultado de la Convención fue favorable para el Partido Democrático, que obtuvieron 3 diputados. La Convención se mantuvo con el tiempo y fue adquiriendo fuerza y adherentes de sectores socialistas y comunistas.

## Resultados electorales

### Elecciones parlamentarias
| Año  | Candidatos | Diputados electos | Votación | Porcentaje |
| ---- | ---------- | ----------------- | -------- | ---------- |
| 1891 | 7          | 3                 | 2225     | 5,31%      |
| 1894 | 11         | 0                 | 457      | 0,92%      |
| 1897 | 9          | 0                 | 1171     | 10,27%     |
| 1900 | 6          | 0                 | 1810     | 3,17%      |
| 1903 | 7          | 0                 | 1419     | 2,28%      |